# Ormosia furcivena
Ormosia furcivena är en tvåvingeart som beskrevs av Alexander 1968. Ormosia furcivena ingår i släktet Ormosia och familjen småharkrankar. Inga underarter finns listade i Catalogue of Life.